# 塚本まり子
塚本 まり子（つかもと まりこ、1976年〈昭和51年〉7月16日 - ）は、日本のモデル。元セントラル所属。2014年（37歳時）に「大人AKB48 オーディション」に合格し、約4か月間AKB48のメンバーとして活動した。

## 略歴
奈良県出身。5歳頃からクラシックバレエを10年ほど習い、中学校・高校では新体操をやっていた。2014年時点で首都圏に在住し、3歳と1歳の息子を持つ専業主婦だった。専業主婦となる前は企業の受付嬢として勤務していた。

### AKB48として
「大人AKB48 オーディション」は、江崎グリコが『パピコ』の2014年春のキャンペーンとして「期間限定で活動する30歳以上のAKB48メンバー」を公募した企画である。ママ友から「大人AKBのオーディション知ってる？」と話を振られ、軽い気持ちでその場で写真を撮り、推薦されるような流れで オーディションに応募した。AKB48についてはヒット曲のサビを口ずさめる程度しか知らなかったという。そののち何度かの選考を経た上で、「大人でありながら一生懸命で初々しいところが、AKB48とパピコのイメージに一致した」という理由で選出された。最終選考で工藤静香の「嵐の素顔」を歌い、スタッフたちからは「中谷美紀似の美女」「しぐさもかわいい」と評価されていたが、塚本自身は合格するとは全く思っていなかった。
合格は4月12日に発表され、その直後に『パピコ』のCM収録が行われた。4月17日に神奈川県内のスタジオで 報道陣に披露された。その場で、島崎遥香が塚本の愛称について「まりり。まゆゆ（渡辺麻友のニックネーム）が好きなんですよね？ まりりでどうですか？」と提案し、塚本は「うれしいです。そんなかわいらしい…」とはにかみながら 即決した。
5月11日に京セラドーム大阪で初めて握手会に参加してファンと交流し、パピコのCMオンエアが始まった5月14日から本格的に活動を開始し、歌番組や情報番組にAKB48メンバーとして出演した。峯岸みなみが考えたという 塚本の決めフレーズは「まりりりり♪ まりりりり♪ 恋のポケベル鳴らしちゃうぞ！ 大人AKBの塚本まり子です」と年代差を意識したものになった。
6月7日に味の素スタジアムで開催された『AKB48 37thシングル 選抜総選挙 夢の現在地〜ライバルはどこだ？』開票イベントでコンサートに初出演。38歳の誕生日にあたる7月16日には、AKB48劇場でのチーム4公演「アイドルの夜明け」に出演して、劇場デビューした。8月18日に開催されたAKB初の単独東京ドーム公演『AKB48グループ東京ドームコンサート〜するなよ？するなよ？絶対卒業発表するなよ？〜』では、篠田麻里子のセンター曲だった「上からマリコ」を「マリコつながり」としてセンターで歌った。
8月31日にポートメッセなごやでAKB48として最後の握手会に参加した。9月1日にAKB48劇場で卒業公演を行い、最後に「わたくしまりりは、ひとまず普通のママに戻ります」と往年のキャンディーズらしい台詞で笑いを誘い、山口百恵の引退コンサートのように舞台前方中央にマイクを置いて、ステージを締めくくった。
AKB48の他のメンバーからお茶目で天然ボケな「AKBのママ」と慕われ、ファンからも概ね好意的に受け入れられた。

### モデルとして
塚本は2014年10月に、光文社の40代女性向け雑誌『美ST』2014年12月号でモデルとして改めてデビューした。なお『美ST』にはAKB48在籍中の2014年9月号にも美容談義で登場している。

## 人物

### 大人AKB48
「期間限定で活動する30歳以上のAKB48メンバー」というオーディションの参加資格はプロ・アマチュア、未婚・既婚を問わず、応募者の総勢は5,066人、うち最高齢は82歳だった。1次選考で215人、2次選考で68人が残り、最終選考で残った60人のうちの最高齢は51歳だった。芸能人ではキンタロー。や市井紗耶香などが最終選考まで進んだ。
オーディションに合格した塚本はテレビCMのほか、店頭広告でもAKB48のセンターとして起用された。CMは2本制作された。4月中旬に収録され5月14日からオンエアされた『パピコ　大人AKB48登場』篇は、育児や家事に追われる普通の専業主婦が、オーディションに合格して突然トップアイドルの仲間入りをしてスポットライトを浴びるというシンデレラストーリー。6月中旬に収録され 7月21日からオンエアされた『パピコ　大人AKB48卒業』篇は、AKB48劇場のステージ上で塚本がAKB48からの卒業を宣言するシーンを描いている。CMに使われた曲「教えて Mommy」は、ゆったり「ねぇ、Mommy」と問いかけを歌う、ほのぼのした雰囲気の新曲であり、またCMの最後に「大人になっても AKB48。大人になってもパピコ」というキャッチコピーが添えられ、大人世代に向けてパピコの商品イメージを訴求するものになっている。

## AKB48在籍時の参加楽曲

### シングルCD選抜楽曲
- 「心のプラカード」に収録
  - 教えてMommy（センター）

### 劇場公演ユニット曲
チーム4 3rd「アイドルの夜明け」公演
- 片思いの対角線（加藤玲奈のアンダー）